# 론주의 캉통
프랑스 론주에는 총 13개의 캉통이 속해 있다. 2015년 3월 행정구역 총개편으로 인해 현재는 다음과 같이 설치되어 있다.
- 앙스
- 라르브렐
- 벨빌
- 르부아두앵
- 브리녜
- 제나
- 글레이제
- 모르낭
- 생생포리앙도종
- 타라르
- 티지레부르
- 보뉴레
- 빌프랑슈쉬르손

위 캉통 모두 빌프랑슈쉬르손 아롱디스망에 속해 있다.